# Форштадтское сельское поселение
Форшта́дтское се́льское поселе́ние — муниципальное образование в Верхнеуральском районе Челябинской области Российской Федерации. В рамках административно-территориального устройства муниципальное образование  соответствует административно-территориальной единице Форштадтский сельсовет.
Административный центр — село Форштадт.

## История
Статус и границы сельского поселения установлены Законом Челябинской области от 12 июля 2004 года № 247-ЗО «О статусе и границах Верхнеуральского муниципального района, городских и сельских поселений в его составе»

## Население
| 2002  | 2010  | 2011  | 2012  | 2013  | 2014  | 2015  |
| ----- | ----- | ----- | ----- | ----- | ----- | ----- |
| 3605  | ↘2900 | ↘2897 | ↘2871 | ↘2834 | ↗2835 | ↗2875 |
| 2016  | 2017  | 2018  | 2019  | 2020  | 2021  |       |
| ↘2842 | ↗2845 | ↘2829 | ↘2774 | ↘2749 | ↗2961 |       |

## Состав сельского поселения
| № | Населённый пункт | Тип населённого пункта       | Население |
| - | ---------------- | ---------------------------- | --------- |
| 1 | Дзержинка        | посёлок                      | ↘443      |
| 2 | Новоахуново      | село                         | ↘357      |
| 3 | Полосинский      | посёлок                      | ↘173      |
| 4 | Самарский        | посёлок                      | ↘206      |
| 5 | Сафроновский     | посёлок                      | ↘203      |
| 6 | Форштадт         | село, административный центр | ↘1205     |
| 7 | Эстонский        | посёлок                      | ↘313      |